# Lemat o pompowaniu dla języków bezkontekstowych
Lemat o pompowaniu dla języków bezkontekstowych to twierdzenie służące do udowadniania, że dany język nie jest bezkontekstowy. Jego uogólnieniem jest lemat Ogdena.

## Treść lematu
Dla każdego języka bezkontekstowego istnieje taka stała {\displaystyle n,} że dla każdego słowa {\displaystyle z} należącego do tego języka o długości co najmniej {\displaystyle n,} możemy podzielić to słowo na {\displaystyle uvwxy} w taki sposób, że:
- przynajmniej jedno z {\displaystyle v,} {\displaystyle x} jest niepuste
- długość {\displaystyle vwx} wynosi co najwyżej {\displaystyle n}
- dla każdego {\displaystyle k\in \mathbb {N} } słowo postaci {\displaystyle uv^{k}wx^{k}y,} w szczególności {\displaystyle uwy,} należy do tego języka

## Dowód lematu
Przypomnijmy, że dla każdego języka bezkontekstowego istnieje gramatyka bezkontekstowa, która go generuje. Dla rozpatrywanego języka oznaczmy tę gramatykę przez {\displaystyle G.} Oznaczmy przez {\displaystyle p} najmniejszą taką liczbę, że dla każdej produkcji {\displaystyle \alpha \Rightarrow \beta } z gramatyki {\displaystyle G} zachodzi {\displaystyle p\geqslant |\beta |.} Przez {\displaystyle m} oznaczmy liczbę symboli nieterminalnych w gramatyce {\displaystyle G.} Pokażemy teraz, że dla {\displaystyle n=p^{m+1}} zachodzi teza twierdzenia.
Przyjrzyjmy się minimalnemu drzewu wyprowadzenia słowa {\displaystyle z} w gramatyce {\displaystyle G} (o najmniejszej liczbie wierzchołków). Ponieważ rozgałęzienie wynosi maksymalnie {\displaystyle p,} to wysokość drzewa wynosi przynajmniej {\displaystyle m+1.} Zauważmy więc, że na ścieżce prowadzącej od korzenia do dowolnego węzła o głębokości większej niż {\displaystyle m} co najmniej jeden symbol nieterminalny powtarza się (i to wśród ostatnich {\displaystyle m+1} wierzchołków), oznaczmy go przez {\displaystyle \gamma .} Zauważmy, że wywód słowa {\displaystyle z} możemy przedstawić jako złożenie przekształceń {\displaystyle \xi _{0}\Rightarrow u\gamma y,} następnie {\displaystyle \gamma \Rightarrow v\gamma x,} a na końcu {\displaystyle \gamma \Rightarrow w.}
Zauważmy więc, że iterując drugie przekształcenie {\displaystyle k} razy możemy wygenerować używając gramatyki {\displaystyle G} słowo {\displaystyle uv^{k}wx^{k}y.} Niepustość słowa {\displaystyle vx} wynika z tego, że w przeciwnym wypadku można by pominąć drugi duży krok (z trzech) i uzyskać niższe drzewo wyprowadzenia, a przecież rozpatrywane tu jest minimalne.
Nierówność {\displaystyle |vwx|\leqslant n} wynika z tego, że wysokość poddrzewa zaczepionego w drugim od dołu nieterminalu jest nie większa od {\displaystyle m+1} – taki wybraliśmy, a rozgałęzienie drzewa co najwyżej {\displaystyle p,} zatem długość słowa {\displaystyle vxy} nie może być dłuższa niż {\displaystyle n=p^{m+1}}.

## Technika dowodzenia
Lemat o pompowaniu wykorzystuje się, podobnie jak w przypadku języków regularnych, do dowodzenia nie wprost, że jakiś język nie jest bezkontekstowy. Plan dowodu jest następujący:
- Zakładamy nie wprost, że język jest bezkontekstowy.
- Z lematu o pompowaniu bierzemy stałą {\displaystyle n.}
- Budujemy słowo {\displaystyle z,} być może zależne od {\displaystyle n.}
- Pokazujemy, że niezależnie od podziału słowa {\displaystyle z} na {\displaystyle uvwxy} dla pewnego {\displaystyle k} słowo {\displaystyle uv^{k}wx^{k}y} nie należy do badanego języka. W ten sposób otrzymujemy sprzeczność i kończymy dowód nie wprost.